# Duits voetbalkampioenschap 1922/23
1922/23 was het zestiende Duitse voetbalkampioenschap ingericht door de DFB.
Bielefeld nam niet deel als kampioen van de West-Duitse bond omdat deze het seizoen over twee jaar gespreid had. Bielefeld was in 1923 leider in de stand, maar de competitie was nog niet voltooid.

## Deelnemers aan de eindronde
| Club                              | Gekwalificeerd als                   |
| --------------------------------- | ------------------------------------ |
| VfB Königsberg                    | Kampioen Noordoost-Duitsland         |
| Vereinigte Breslauer Sportfreunde | Vertegenwoordiger Zuidoost-Duitsland |
| SC Union 06 Oberschöneweide       | Kampioen Berlijn-Brandenburg         |
| SV Guts Muts Dresden              | Kampioen Midden-Duitsland            |
| Hamburger SV                      | Kampioen Noord-Duitsland             |
| 1. Bielefelder FC Arminia         | Vertegenwoordiger West-Duitsland     |
| SpVgg Fürth                       | Kampioen Zuid-Duitsland              |

## Eindronde

### Kwartfinale
| Datum       | Teams                       | Teams | Teams                       | Uitslag             | Stadion                      |
| 6 mei 1923  | Hamburger SV                | –     | SV Guts-Muts Dresden        | 2:0 (1:0)           | Altona, Bahrenfelder Stadion |
| 6 mei 1923  | SpVgg Fürth                 | –     | Vgt. Breslauer Spfr.        | 4:0 (1:0)           | Neurenberg, Platz am Zabo    |
| 6 mei 1923  | TG Arminia Bielefeld        | –     | SC Union 06 Oberschöneweide | 0:0 n.v. (0:0, 0:0) | Bochum, TuS-48-Stadion       |
| 20 mei 1923 | SC Union 06 Oberschöneweide | –     | TG Arminia Bielefeld        | 2:1 n.v. (0:0, 1:1) | Berlijn, Poststadion         |

### Halve finale
| Datum        | Teams                       | Teams | Teams        | Uitslag   | Stadion                         |
| 27. Mai 1923 | VfB Königsberg              | –     | Hamburger SV | 2:3 (1:1) | Stettin, Preußen-Platz          |
| 27. Mai 1923 | SC Union 06 Oberschöneweide | –     | SpVgg Fürth  | 2:1 (2:0) | Halle (Saale), Platz des VfL 96 |

### Finale
| Datum        | Teams                       | Teams | Teams        | Uitslag   | Stadion                   |
| 10 juni 1923 | SC Union 06 Oberschöneweide | –     | Hamburger SV | 0:3 (0:1) | Berlin, Deutsches Stadion |

Voor 64.000 toeschouwers opende Otto Harder de score in de 34ste minuut. Na nog een goal van Ludwig Breuel in de 70ste minuut en Karl Schneider in de 90ste minuut werd HSV nu echt landskampioen, nadat het vorig jaar nog aan de titel verzaakte.

## Topschutters
|    | Speler      | Club         | Goals |
| -- | ----------- | ------------ | ----- |
| 1. | Otto Harder | Hamburger SV | 5     |

Geen enkele andere speler scoorde drie of vier doelpunten.